# محمد تقي المجلسي
الشيخ محمد تقي بن مقصود علي المجلسي (1003 هـ - 1070 هـ). هو رجل دين وفقيه ومُحدّث ومُتكلّم شيعي إيراني يُسمّى المجلسي الأول تمييزاً له عن المجلسي الثاني وهو ابنه محمد باقر المشهور بلقب العلامة المجلسي. وهو محل توثيق من ترجم له من مشايخ الشيعة؛ ومنهم: يوسف البحراني،(1) والحُر العاملي،(2) وابنه محمد باقر المجلسي،(3) وغيرهم.
ومع أنه شيعي إلّا أنّ نسبه - كما تُصرّح بعض المصادر الشيعية - من جهة الأب يعود إلى المُؤرّخ السني أبي نعيم الأصفهاني، وأمّا من جهة الأم فنسبه يرجع إلى درويش بن الحسن النطنزي.

## مؤلفاته
| - اللوامع القدسية. شرحٌ على كتاب من لا يحضره الفقيه باللغة الفارسية. - روضة المتقين. شرحٌ على كتاب من لا يحضره الفقيه باللغة العربية. - شرح الصحيفة. - حديقة المتقين. كتابٌ باللغة الفارسية. - رسالة في الرضاع. | - شرح الزيارة الجامعة. - شرح مشيخة من لا يحضره الفقيه. - شرح حديث همام في صفات المؤمن. - طبقات الرواة. - الأربعون حديثا. |

## الهوامش
- 1 - ذكره يوسف البحراني في لؤلؤته قائلاً عنه: ”كان فاضلاً مُحدّثاً ورعاً ثقة“.[3]
- 2 - كتب الحر العاملي ترجمة صغيرة للمجلسي في كتابه أمل الآمل في تراجم علماء جبل عامل، ووصفه فيها بالتالي: ”كان فاضلاً عالماً مُحققاً مُتبحّراً زاهداً عابداً ثقة مُتكلماً فقيهاً“.[4]
- 3 - نزّه محمد باقر المجلسي أباه عن كونه من الصوفية في رسالة الاعتقادات فقال: ”وإِيّاك أن تظن بالوالد أنّهُ من الصوفية وإنّما كان يُظهر أنّهُ منهم لأجل التوصُّل إلى ردّهم عن اعتقاداتهم الباطلة“.